# Dutch Darts Championship
| Dutch Darts Championship | Dutch Darts Championship                                              |
| ------------------------ | --------------------------------------------------------------------- |
| Sportart                 | Darts                                                                 |
| Organisator              | PDC                                                                   |
| Turnierart               | Ranglistenturnier                                                     |
| Austragungsort           | wechselnd                                                             |
| Austragungszeitraum      | wechselnd                                                             |
| Rekordsieger             | Ian White Michael Smith Dave Chisnall Josh Rock Jonny Clayton (je 1×) |
| Amtierender Sieger       | Jonny Clayton                                                         |
| Letzte Austragung        | Dutch Darts Championship 2025                                         |
| Nächste Austragung       | Dutch Darts Championship 2026                                         |

Die Dutch Darts Championship ist ein Ranglistenturnier im Dartsport, welches von der PDC veranstaltet wird. Es ist ein Event der European Darts Tour, welche im Rahmen der PDC Pro Tour durchgeführt wird und wurde im Jahr 2018 zum ersten Mal ausgetragen.
Amtierender Turniersieger ist Jonny Clayton.

## Format
Das Turnier wird im K.-o.-System gespielt. Spielmodus ist in den ersten Runden ein best of 11 legs, im Halbfinale best of 13 legs und im Finale best of 15 legs.
Jedes leg wird im double-out-Modus gespielt.

## Preisgeld
Bei dem Turnier werden aktuell insgesamt £ 175.000 an Preisgeldern ausgeschüttet. Das Preisgeld verteilt sich unter den Teilnehmern wie folgt:
| Position (Anzahl der Spieler) | Position (Anzahl der Spieler) | Preisgeld |
| ----------------------------- | ----------------------------- | --------- |
| Gewinner                      | (1)                           | £ 30.000  |
| Finalist                      | (1)                           | £ 12.000  |
| Halbfinalisten                | (2)                           | £ 8.500   |
| Viertelfinalisten             | (4)                           | £ 6.000   |
| Achtelfinalisten              | (8)                           | £ 4.000   |
| Verlierer der 2. Runde        | (16)                          | £ 2.500   |
| Verlierer der Vorrunde        | (16)                          | £ 1.250   |
|                               |                               |           |
|                               |                               | £ 175.000 |

## Finalergebnisse
| Jahr          | Austragungsort       | Sieger            | Ergebnis          | Finalist          | Preisgeld         | Preisgeld         |
| Jahr          | Austragungsort       | Sieger            | Ergebnis          | Finalist          | Gesamt            | Sieger            |
| ------------- | -------------------- | ----------------- | ----------------- | ----------------- | ----------------- | ----------------- |
| 2018          | MECC, Maastricht     | Ian White         | 8 : 5             | Ricky Evans       | 0£ 135.000        | 0£ 25.000         |
| 2019 bis 2021 | nicht ausgetragen    | nicht ausgetragen | nicht ausgetragen | nicht ausgetragen | nicht ausgetragen | nicht ausgetragen |
| 2022          | IJsselhallen, Zwolle | Michael Smith     | 8 : 7             | Danny Noppert     | 0£ 140.000        | 0£ 25.000         |
| 2023          | WTC Expo, Leeuwarden | Dave Chisnall     | 8 : 5             | Luke Humphries    | 0£ 175.000        | 0£ 30.000         |
| 2024          | Autotron, Rosmalen   | Josh Rock         | 8 : 4             | Jonny Clayton     | 0£ 175.000        | 0£ 30.000         |
| 2025          | Autotron, Rosmalen   | Jonny Clayton     | 8 : 6             | Niko Springer     | 0£ 175.000        | 0£ 30.000         |

## Höchste Averages
Die Tabelle nennt die zehn höchsten Averages in der Turniergeschichte.
| #  | Spieler          | Jahr | Runde         | Average | Ergebnis   |
| -- | ---------------- | ---- | ------------- | ------- | ---------- |
| 1  | Michael Smith    | 2022 | Achtelfinale  | 111,10  | Sieg       |
| 2  | Ryan Searle      | 2023 | 2. Runde      | 109,14  | Sieg       |
| 3  | Luke Humphries   | 2025 | Viertelfinale | 108,72  | Sieg       |
| 4  | Andrew Gilding   | 2023 | 2. Runde      | 108,58  | Sieg       |
| 5  | Niko Springer    | 2025 | Viertelfinale | 107,56  | Sieg       |
| 6  | Danny Noppert    | 2025 | Viertelfinale | 107,19  | Niederlage |
| 7  | Jonny Clayton    | 2025 | Viertelfinale | 106,85  | Sieg       |
| 8  | Martin Schindler | 2024 | Viertelfinale | 106,04  | Sieg       |
| 9  | Dave Chisnall    | 2022 | 2. Runde      | 105,89  | Sieg       |
| 10 | Michael Smith    | 2022 | 2. Runde      | 105,79  | Sieg       |